# NGC 7568
NGC 7568 (NGC 7574) je spiralna galaktika u zviježđu Pegazu. Naknadno je utvrđeno da je NGC 7574 ista galaktika.

## Vanjske poveznice
- (engl.) SEDS: NGC 7568
- (engl.) Hartmut Frommert: Revidirani Novi opći katalog
- (engl.) Izvangalaktička baza podataka NASA-e i IPAC-a
- (engl.) Astronomska baza podataka SIMBAD
- (engl.) VizieR
- DSS-ova slika NGC 7568
- (engl.) Auke Slotegraaf: NGC 7568 Deep Sky Observer's Companion
- (engl.) Courtney Seligman: Objekti Novog općeg kataloga: NGC 7550 - 7599